# Спейс-рок
Спейс-рок (англ. space rock, дословно — «космический рок») — музыкальный жанр, характеризующийся свободными и продолжительными песенными структурами, сосредоточенными на инструментальных текстурах, которые обычно производят гипнотический, потусторонний звук. Он может включать в себя искаженные и перегруженные реверберацией гитары, минимальную игру на барабанах, томный вокал, синтезаторы и лирические темы о космосе и научной фантастике.
Жанр появился в конце 1960-х в психоделии и прогрессивном роке таких исполнителей, как Pink Floyd, Hawkwind и Gong, которые исследовали «космическое» звучание. Похожие звучания были в начале 1970-х годов на западногерманской сцене kosmische Musik («космическая музыка»). Позже, в середине 1980-х годов, стиль был подхвачен группой Spacemen 3, чье «тяжелое» звучание было открыто вдохновлено и предназначено для потребления наркотиков. Несколько групп, вовлеченных в британское движение шугейзинга, были связаны со спейс-роком, в частности, раннее творчество The Verve, а самые экспериментальные группы — такие как My Bloody Valentine — продолжили влиять на возрождение спейс-рока.  В 1991 году Spacemen 3 разделились на две группы, Spectrum и Spiritualized; последняя взяла противоположный музыкальный подход от своей родительской группы, воплотив звучание спейс-рока в пышные, ласковые, оркестрованные эпические произведения, которые сделали их, возможно, самой популярной группой этого стиля. Большинство последующих исполнителей спейс-рока придерживались либо минималистского, либо максималистского подхода, иногда примешивая элементы построка (Flying Saucer Attack, Godspeed You! Black Emperor) или инди-попа (Quickspace).

## История

### Происхождение: 1950-1960-е гг.
Выход человечества в открытый космос предоставил обширный материал для рок-н-ролльных и R&B-песен с середины 1950-х до начала 1960-х годов. Он также вдохновил на новые звуки и звуковые эффекты, которые использовались в самой музыке. Ярким примером раннего спейс-рока является концептуальный альбом I Hear a New World (1960) британского продюсера и автора песен Джо Мика. Альбом был вдохновлен космической гонкой и повествовал о первой близкой встрече человечества с инопланетными формами жизни. Затем Мик добился успеха № 1 в Великобритании и США в 1961 году с «Telstar», названным в честь недавно запущенного спутника связи и, таким образом, призванным ознаменовать новую космическую эру. Его основным инструментом была клавиолина, электронный предшественник синтезаторов.
Песня The Beatles «Flying» (1967), изначально называвшаяся «Aerial Tour Instrumental», была психоделической инструментальной композицией об ощущении полета, будь то на корабле или в собственном пространстве головы. Джими Хендрикс также является одним из первых новаторов жанра, с такими треками, как «Third Stone from the Sun», «1983... (A Merman I Should Turn to Be)» и «The Stars That Play with Laughing Sam's Dice».
Ранние альбомы Pink Floyd содержат новаторские примеры спейс-рока: «Astronomy Domine», «Pow R. Toc H.» и «Interstellar Overdrive» из их дебютного альбома The Piper at the Gates of Dawn (1967). Их второй альбом A Saucerful of Secrets (1968) содержал дальнейшие примеры: «Let There Be More Light» и «Set the Controls for the Heart of the Sun» с явной научно-фантастической тематикой, а их третий альбом More (1969) содержал «Cirrus Minor».

### Пик: 1970-е-1980-е годы
В начале 1970-х годов в Западной Германии развилась сцена kosmische Musik («космическая музыка») среди артистов, которые исследовали «космические», эмбиентные инструментальные звуковые ландшафты. Этот термин часто используется как синоним краут-рока, но также может использоваться как немецкий аналог английского термина «спейс-рок». Эти артисты часто исследовали электронную музыку, синтезаторы и темы, связанные с космосом или потусторонним миром. Среди примеров можно назвать таких артистов, как Ash Ra Tempel, Tangerine Dream, Popol Vuh и Klaus Schulze.
В начале 1971 года Pink Floyd начали писать песню, которая станет известна как «Echoes» из альбома Meddle (1971). Песня исполнялась с апреля по сентябрь 1971 года с альтернативным набором текстов, написанных о двух планетах, встречающихся в космосе.
Главным альбомом в истории спейс-рока был Space Ritual (1973) группы Hawkwind, двухдисковый концертный альбом, рекламируемый как «88 минут мозгового повреждения», документирующий тур Hawkwind 1972 года, который включал жидкое световое шоу и лазеры, обнаженных танцоров (особенно фигуру матери-земли Стейси), дикие костюмы и психоделические образы. Этот жесткий концертный опыт привлек разношерстную, но преданную публику, потребляющую психоделические наркотики, поклонников научной фантастики и мотоциклистов. Автор научной фантастики Майкл Муркок много раз сотрудничал с Hawkwind и написал тексты для многих частей художественной декламации на Space Ritual.
В Европе венгерская группа Omega выпустила такие альбомы, как Time Robber (1976), Skyrover (1978) и Gammapolis (1979). Другие европейские группы включают прог-рок-группы Eloy и Nektar. Nektar, которые были известны ритмичным жидким/слайдовым световым шоу на своих концертах, выпустили свой альбом Journey to the Centre of the Eye в 1971 году. Другой европейской группой того периода были французская Rockets, сформированная в 1974 году и переехавшая в Италию в 1978 году.

### Возрождение 1990-х
Возрождение спейс-рока 1990-х годов началось с шугейза, дрим-попа и связанных с ними инди-жанров, а также первой волны построка. В Великобритании и США оно включало такие группы, как Spacemen 3, Loop, Spiritualized, Quickspace, Flying Saucer Attack, Failure, Colour Haze, Acid Mothers Temple, The Telescopes и Ozric Tentacles.
В Филадельфии существовала локальная сцена спейс-рока под названием психодельфия (англ. Psychedelphia), в которую входили Bardo Pond, Aspera, Asteroid No. 4, Azusa Plane, и the Lilys.
В середине 1990-х годов в Америке появилось несколько групп, основанных на стиле спейс-рока Hawkwind и Gong. Некоторые из этих групп подписали контракт с Cleopatra Records, которая затем выпустила многочисленные сборники спейс-рока. Начиная с 1997 года Дэвид Аллен из Gong вместе с участниками Hawkwind, Clearlight и Blue Öyster Cult начал выступать с Spirits Burning, студийным проектом, созданным для чествования спейс-рока.
Фестивали Strange Daze с 1997 по 2001 год демонстрировали американскую сцену спейс-рока на трехдневных фестивалях под открытым небом. Мичиганская сцена космического рока включала Burnt Hair Records, Darla Records и такие группы, как Windy & Carl, Mahogany, Sweet Trip, Füxa и Auburn Lull. Это было современное движение традиционного звучания «спейс-рока», получившее название Детройт-спейс-рок (англ. Detroit Space Rock).

### 2000-е — наше время
К группам, появившимся в новом тысячелетии относятся Eternal Tapestry, Lumerians, Oceansize, Kikagaku Moyo, Föllakzoid, Hedersleben, Øresund Space Collective. Стало много представителей смешивающих спейс-рок и стоунер-рок, как, например, Kinski, Causa Sui, Earthless. Появились также группы альтернативного рока, которых пометили тегом «спейс-рок», как, например, Muse, Angels & Airwaves, Starset.

## Представители
Источник Ultimate Guitar опубликовал список из 7 самых лучших альбомов спейс-рока:
- Joe Meek – I Hear a New World (1960)
- Pink Floyd – A Saucerful of Secrets (1968)
- Amon Düül II – Phallus Dei (1969)
- Nektar – Journey to the Centre of the Eye (1971)
- Hawkwind – Space Ritual (1973)
- Gong – You (1974)
- Eloy – Silent Cries and Mighty Echoes (1979)

### Спейс-диско
К представителям спейс-диско относят Space, Zodiac. 

### Спейс-метал
Журнал Loudwire среди представителей спейс-метала (англ. space metal) отметил Voivod, Galactic Cowboys, Kyuss, Monster Magnet, Clutch, Samael, Orange Goblin, The Sword, Vattnet, Vektor, многие из которых являются также представителями стоунер-метала. Журнал Decibel выделил космический блэк-метал (англ. Cosmic Black Metal) с такими представителями, как Kaon, Lumnos, Mesarthim, Offenbarung и Darkspace.